# ایزابل السوم
ایزابل السوم (انگلیسی: Isobel Elsom؛ ۱۶ مارس ۱۸۹۳ – ۱۲ ژانویهٔ ۱۹۸۱) یک هنرپیشه اهل بریتانیا بود. وی بین سال‌های ۱۹۱۵ تا ۱۹۶۴ میلادی فعالیت می‌کرد.
از فیلم‌ها یا برنامه‌های تلویزیونی که وی در آن نقش داشته است می‌توان به بانوی زیبای من، موسیو وردو، عشق چیز باشکوهی است، باغ اسرارآمیز، معجزه، روح و خانم مویر، شور زندگی، عیالوار، هدرا، نشانه چهار، یهودی سرگردان، نانس اشاره کرد.